# Bamiancheng
Bamiancheng (kinesiska: 八面城, 八面城镇) är en köping i Kina. Den ligger i provinsen Liaoning, i den nordöstra delen av landet, omkring 160 kilometer norr om provinshuvudstaden Shenyang. Antalet invånare är 56 550. Befolkningen består av 28 385 kvinnor och 28 165 män. Barn under 15 år utgör 13,0 %, vuxna 15-64 år 78 %, och äldre över 65 år 8,0 %.
Runt Bamiancheng är det ganska tätbefolkat, med 207 invånare per kvadratkilometer. Bamiancheng är det största samhället i trakten. Trakten runt Bamiancheng består till största delen av jordbruksmark.
Genomsnittlig årsnederbörd är 882 millimeter. Den regnigaste månaden är augusti, med i genomsnitt 217 mm nederbörd, och den torraste är januari, med 9 mm nederbörd.